# Coudenbornbrug
De Coudenbornbrug (ook wel Caudenbormbrug genoemd) is een ophaalbrug over de Moervaart in Moerbeke.

## Geschiedenis
De brug dateert uit het interbellum en werd omstreeks 1945 hersteld en gedeeltelijk vervangen na oorlogsschade uit de Tweede Wereldoorlog. De brug werd in 2001 beschermd als monument.

## Naamgeving
De naam is afgeleid van het nabijgelegen Hof van Coudenborn, het buitenhof van de verdwenen cisterciënzerabdij Boudelo in Klein-Sinaai, deelgemeente van Stekene, waarvan momenteel nog slechts een ruïne overblijft.